# Gennadi Nikolajewitsch Aigi

Aigis Signatur

Gennadi Nikolajewitsch Aigi (tschuwaschisch Геннадий Николаевич Айхи, russisch Геннадий Николаевич Айги; * 21. August 1934 in Schaimursino, Tschuwaschische ASSR, Sowjetunion; † 21. Februar 2006 in Moskau, Russland), geboren als Gennadi Nikolajewitsch Lissin (russisch Лисин), war ein tschuwaschischer Lyriker, der auf Russisch und Tschuwaschisch schrieb. Er wurde vielfach ausgezeichnet und als Kandidat für den Literaturnobelpreis gehandelt.

## Leben und Werk
Der Lyriker Gennadi Aigi wurde in Schaimursino in der heutigen Republik Tschuwaschien geboren. Er gehört der ethnischen Minderheit der Tschuwaschen an. Bis Juni 1969 trug er den russifizierten Namen Lissin. Sein danach angenommener Name Aigi leitet sich ab von dem tschuwaschischen Wort хайхи (chaichi), das so viel bedeutet wie »der dort«, »derselbige«.
Seine ersten Gedichte in den 1950er Jahren erschienen in tschuwaschischer Sprache. Der Gedichtband, mit dem Gennadi Aigi 1957 sein Studium am Maxim-Gorki-Institut für Literatur bei Michail Swetlow in Moskau abschließen wollte, wurde abgelehnt. 1958 wurde er aus dem Komsomol und dem Literaturinstitut wegen „des Verfassens eines feindseligen Gedichtbandes, welcher die Grundlagen der Methode des sozialistischen Realismus untergräbt,“ ausgeschlossen. Zu Anfang der 1960er Jahre erschienen seine Verse zuerst im Samisdat, später auch im Tamisdat.
Durch den Dichterfreund Boris Pasternak angeregt, schrieb er seit 1960 ausschließlich russisch – ein Versuch, die Ausgrenzung sprachlich zu überwinden. Doch schon 1964 erhielt er Publikationsverbot, das rund 25 Jahre gelten sollte.
Von 1961 bis 1971 war er am Majakowski-Museum Moskau tätig, ab 1972 lebte er ausschließlich von seiner literarischen Arbeit.

## Internationale Wirkung
Trotz der Isolation war Gennadi Aigi, den Roman Jakobson als den größten lebenden russischen Dichter bezeichnet hat, in Deutschland und Frankreich schon bald ein Begriff. 1971 wurde er mit dem Band Beginn der Lichtung in Deutschland zum vielbeachteten Lyriker. Er übersetzte Dante und Federico García Lorca, Wladimir Majakowski und Walt Whitman in seine Muttersprache und war Herausgeber einer Anthologie tschuwaschischer Lyrik. Seine Gedichte erschienen in 23 Ländern, wurden in 44 Sprachen übersetzt und mit zahlreichen Preisen ausgezeichnet.

## Literarische Einordnung
Aigis Dichtung speist sich aus tschuwaschischer Volksüberlieferung und wurzelt in einem tiefempfundenen orthodoxen Glauben. Zugleich lassen sich eine Vielzahl von literarischen Vorbildern in seinem Werk ausmachen. Hierzu gehören neben den französischen Symbolisten wie Charles Baudelaire und Arthur Rimbaud die russischen Futuristen um Majakowski. Charakteristisches Kompositionsprinzip Aigis ist die durch Aufbrechen klassischer dichterischer Formen möglich gewordene extreme Verkürzung und Verdichtung der Sprache: Es gehe ihm nicht um die Beschreibung der Welt, so Aigi, sondern um die „abstrahierte Verabsolutierung von Welterscheinungen durch den Dichter“. Er sagte weiter: „Meine Arbeiten sind keine Symbole, keine Metaphern, keine Allegorien. Meine Arbeit ist Erwachen durch ein schrilles Licht, wo eine menschliche Spitze – das Wort – zum Dunstkreis wird, wo sich der Mensch mit der Natur und dem Universum vereinigt.“

## Sonstiges
Gennadi Aigi war Teilnehmer beim internationalen literaturfestival berlin 2003.
Im Archiv der Forschungsstelle Osteuropa an der Universität Bremen wird ein Teil von Gennadi Aigis Nachlass, unter anderem sein literarisches Werk, Korrespondenzen und Fotografien, aufbewahrt. Ein weiterer Teil des Nachlasses befindet sich im Nationalmuseum in Tscheboksary.

## Auszeichnungen (Auswahl)
- 1972 Lyrikpreis der Académie française
- 1987 Andrei-Bely-Preis
- 1991 Aleksei-Krutschonych-Preis
- 1993 Petrarca-Preis
- 2000 Pasternak-Preis des P.E.N.-Weltkongresses
- Ritter der französischen Ehrenlegion
- 2004 Ján-Smrek-Preis (in Bratislava, Slowakei)

## Mitgliedschaft
- Mitglied des Schriftstellerverbandes St. Petersburg (seit 1991)
- Mitglied des russischen PEN (seit 1995)
- Vorsitzender des Redaktionsbeirates der tschuwaschischen Zeitschrift Das Antlitz Tschuwaschiens (russisch: Лик Чувашии) seit 1994

## Werke
- Leben nach dem Todesurteil. Lamuv, Bornheim, 1982
- Beginn der Lichtung. Gedichte. Suhrkamp Verlag, Frankfurt/Main 1971 (Neuausgabe 1992, ISBN 3-518-22103-5)
- Dem Dichter des Dichters der Rose. Zehn Gedichte. Fuchstaler Presse, Denklingen 1991
- Aus Feldern Russland. Gedichte. Prosa. Illustriert von Kasimir Malewitsch, Suhrkamp Verlag, Frankfurt/Main 1991 (Neuausgabe 2002, ISBN 3-518-40341-9)
- Und: Für Malewitsch. 1991
- Widmungsrosen. Rainer Verlag, Berlin 1991
- Gruß dem Gesang. Rainer, Berlin, 1992
- Im Garten Schnee. 1993
- Veronikas Heft. Das erste Halbjahr meiner Tochter. Insel Verlag, Frankfurt/Main 1993, ISBN 3-458-19133-X
- Boris Pasternak. Erinnerungen aus Anlass seines 100. Geburtstages und sieben Gedichte. Rainer Verlag, Berlin 1993
- Conversations à distance. Circé, Saulxures, 1994
- Mit Gesang: Zur Vollendung. Gedichte. Edition per procura, Wien 1995
- der: dort. Mit 40 Aufnahmen von Günther Uecker, Verlag Galerie Erker, St. Gallen 1995
- Reiner als Sinn. Gedichte. Illustriert von Günther Uecker, Verlag Galerie Erker, St. Gallen 1997
- Ausgewählte Werke. Band 1: Gedichte, Band 2: Blätter in den Wind, Gespräche, Reden, Essays. Edition per procura, Wien 1995/1998, ISBN 3-901118-19-5 und ISBN 3-901118-20-9
- Wind vorm Fenster. Vermischte Gedichte. Verlag Galerie Erker, St. Gallen 1998, ISBN 3-905546-45-0
- Immer anders auf die Erde. Gedichte. Übersetzt von Walter Thümler. Leipziger Literaturverlag, Leipzig 2009, ISBN 9783866600751